# Efendi

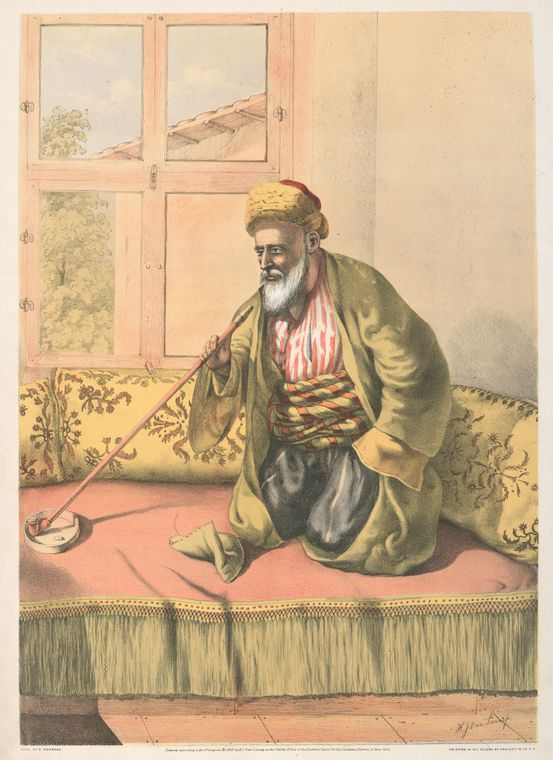
Un effendi turc (1862)

Efendi fou un títol otomà d'origen grec, que voldria dir ‘senyor’, ‘mestre’.
El títol en si i les seves altres formes deriven originalment del grec medieval aphentēs, que a la vegada deriven del grec antic authentēs, que significa senyor.
Els otomans el van començar a usar entre el segle xiii i el segle xiv i va passar als dignataris al segle xv. El seu ús fou reglamentat al segle xix, i concedit als prínceps de la família reial, a les esposes dels sultans (kadin efendi), als xaykhs al-islam, a alguns caps religiosos no musulmans i alguns funcionaris civils i militars. També fou utilitzat, afegit al nom propi, per dirigir-se a persones de certa cultura que no usaven algun altre títol (com bei o paixà), esdevenint amb el temps un equivalent de l'anglès Mister o del francès Monsieur (efendiler, en turc modern, significa «senyors»).